# Ниссен, Годбер
Годбер Ниссен (нем. Godber Nissen; 24 июня 1906, Владивосток — 25 декабря 1997, Гамбург) — немецкий архитектор, профессор Высшей школы изящных искусств Гамбурга.

## Биография
Годбер Ниссен был сыном торговца из Хайде (Гольштейн), который жил с семьёй в России. После интернирования во время Первой мировой войны семья вернулась в Германию и поселилась в Гамбурге. Окончив среднюю школу в 1925 году, Годбер изучал архитектуру в Высшей технической школе Дрездена (Technischen Hochschule Dresden), получив диплом промежуточного образования, проходил стажировку в Альтоне у Карла Рудольфa Шнайдера и Густава Эльснера, а также у Вернера Калльморгена в его недавно открытом архитектурном бюро.
В 1931 году он завершил обучение, получив диплом Технического университета в Берлине-Шарлоттенбурге под руководством Генриха Тессенова. В том же году он открыл своё первое бюро в Берлине и получил заказы от компании «Reemtsma Cigarettenfabriken». Связь с этой компанией сохранялась и после войны. В 1952 году по его проекту на территории частной виллы Ремтсма было перестроено административное здание компании; для этой же цели был переоборудован и жилой дом.
В 1937 году Ниссен получил заказ на строительство заводских зданий для «Pommersche Motorenbau GmbH» в Арнимсвальде. В связи с работой Ниссена для оружейной промышленности его бюро было передано в подчинение Альберту Шпееру. Близость к нацистскому режиму была расценена его коллегами критически, но не повредила его будущей карьере. Его контакты с Константином Гутчовом, вместе с которым он проектировал несколько больничных зданий в 1950-х годах, также восходят к военным годам.
После окончания войны Ниссен вернулся в Гамбург и с 1946 по 1953 год работал в одном проектном бюро с Карлом-Фридрихом Фишером. С 1954 по 1965 год Годбер Ниссен был членом и временным председателем Комиссии по восстановлению Гельголанда. В том же 1954 году он открыл собственную контору, которая отвечала за возведение первых зданий в Гамбурге с фасадами из стали и стекла.
С 1956 по 1971 год Ниссен преподавал в качестве профессора теории строительства в Гамбургской высшей школе изящных искусств (ныне Университет изобразительных искусств). С 1972 по 1980 год был президентом Свободной академии искусств в Гамбурге. Ниссен скончался в Гамбурге в 1997 году и был похоронен на кладбище Ниенштедтен.

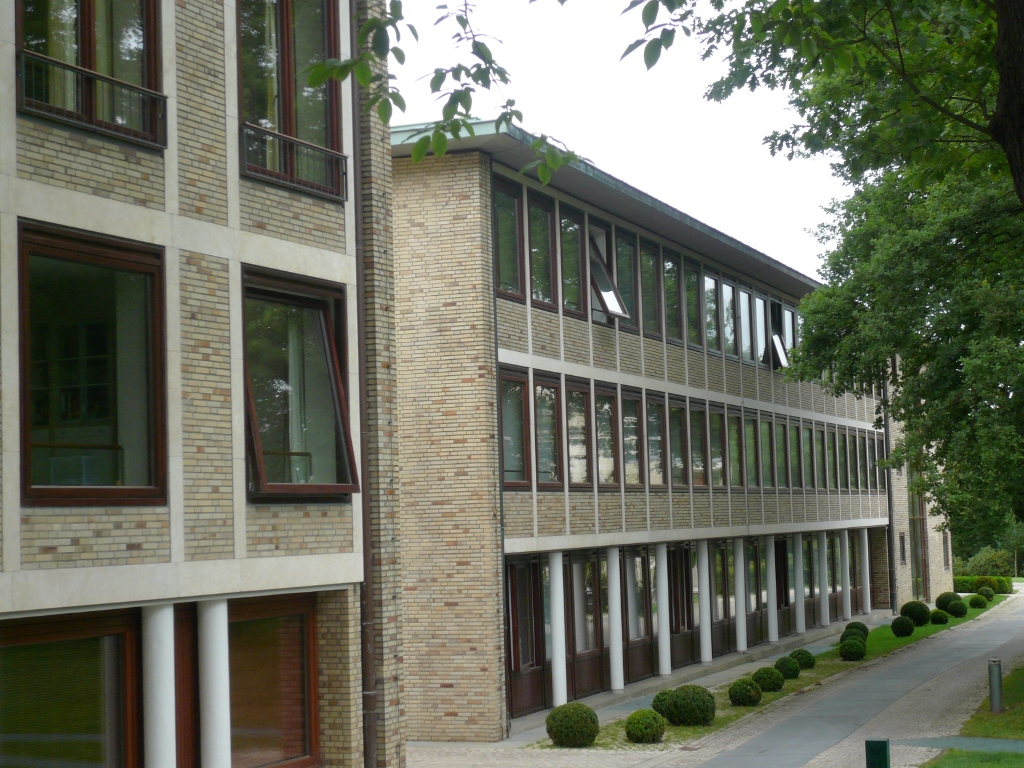
Бывшие административные здания компании Reemtsma. Гамбург
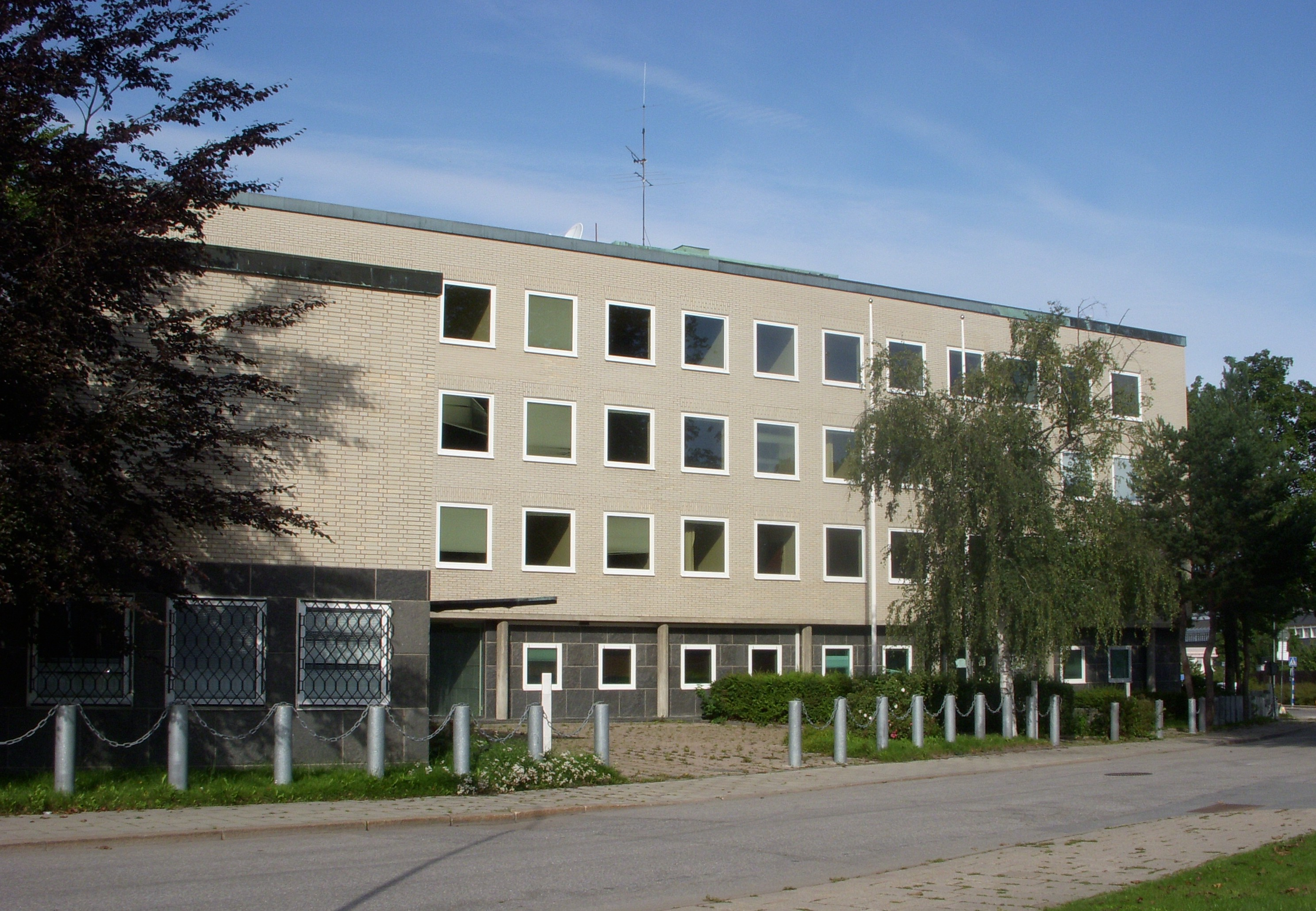
Здание посольства Германии в Стокгольме. 1958–1960
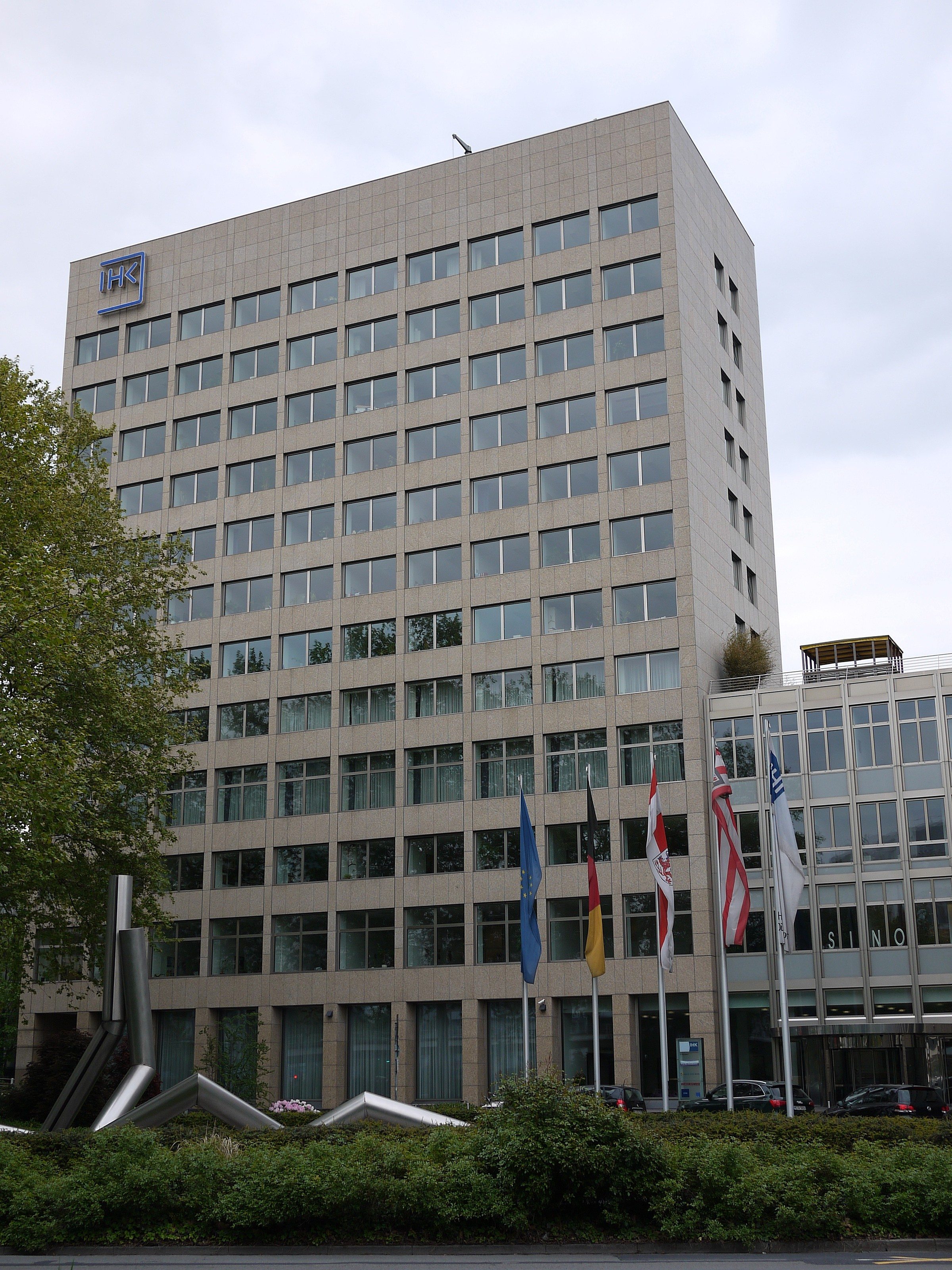
Административное здание IHK в Дюссельдорфе
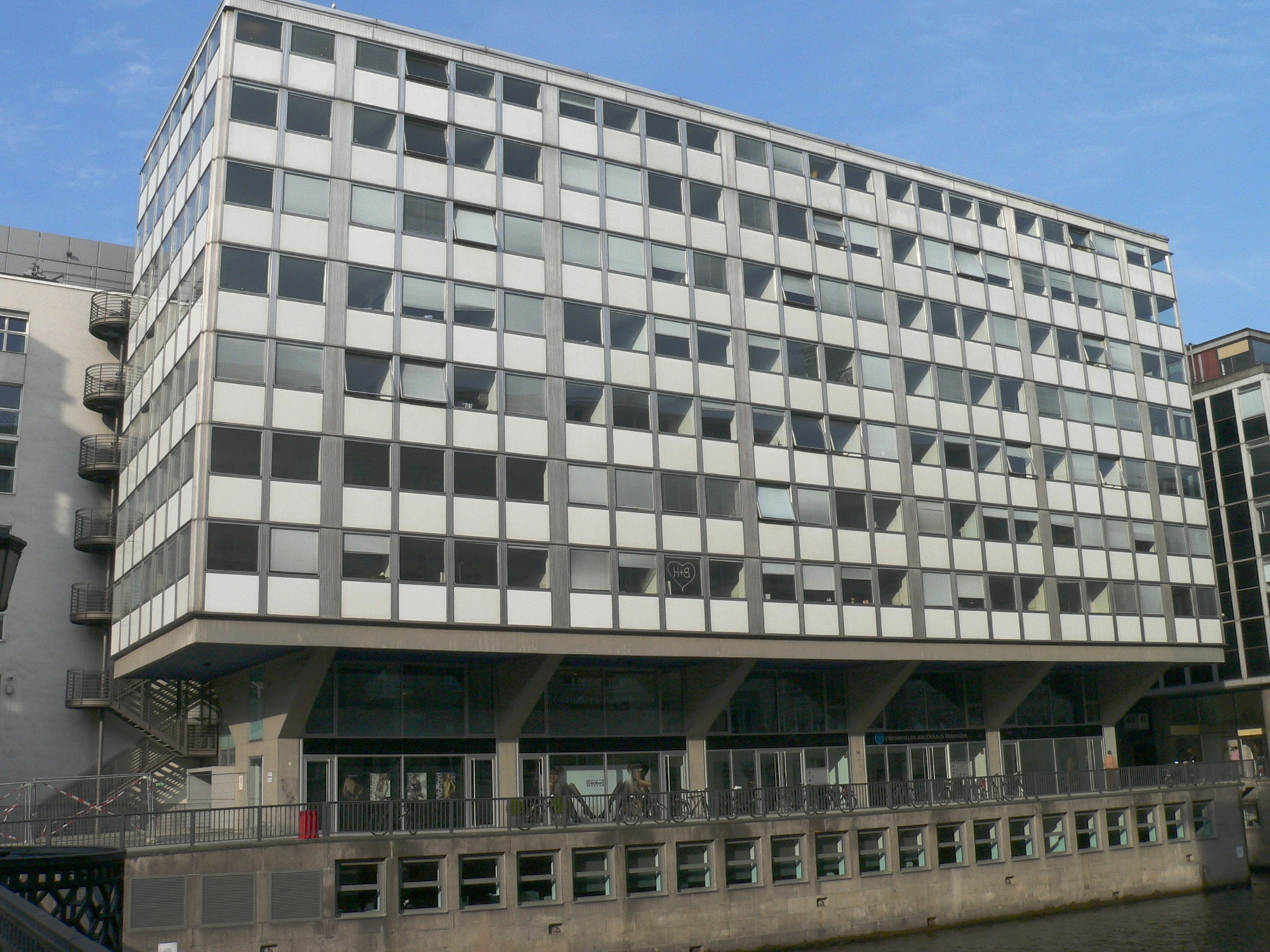
Жилое здание в Гамбурге. 1958
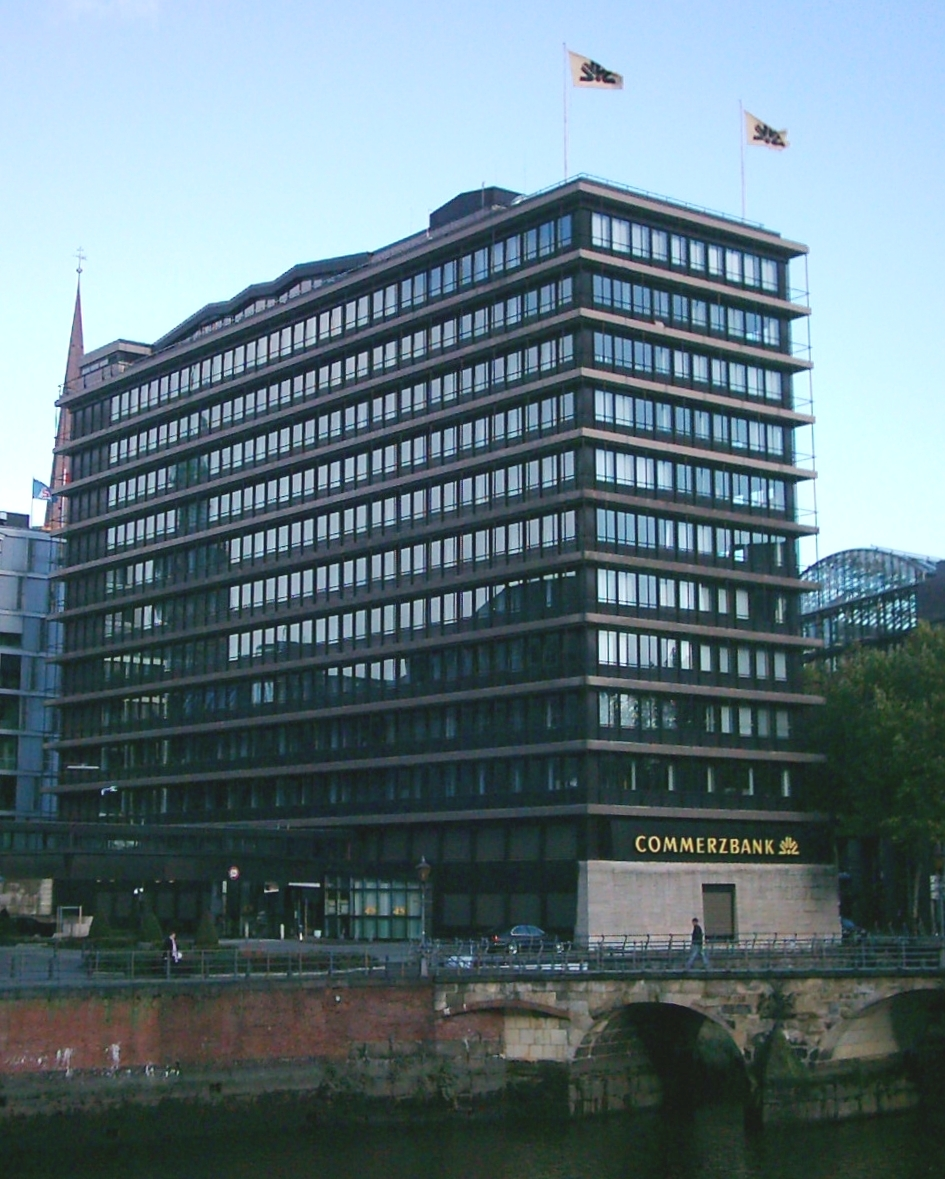
Коммерческий банк HH-Altstadt. Гамбург